# Die Krupps
Die Krupps (pronunciació alemanya: [diː ˈkʁʊps]:) és una banda d'Electronic Body Music (EBM) o metall industrial original de la República d'Alemanya. Va ser creada en 1980 per Jürgen Engler i Bernward Malaka en Düsseldorf.

## Història
El nom de la banda es tradueix com "Els Krupps" i ve de la dinastia dels Krupp, una de les famílies industrials principals d'Alemanya abans i durant la Segona Guerra Mundial. En alguna entrevista la banda va declarar que la pel·lícula The Damned (Visconti 1969) — una descripció fictícia de la dinastia industrial alemanya dels Essenbecks — era la inspiració principal.
Crítics a tot el món els situen al costat de Kraftwerk i Einstürzende Neubauten com pioners de la música Electrònica i Industrial. Bandes com Front 242 i Nitzer Ebb van ser la seva inspiració, i les seves idees musicals trobades en un espectre ample de música, des de Depeche Mode als pioners innovadors del Detroit Techno. També són vists com uns dels pioners de fusionar música de metall i música electrònica.
Ralf Dörper qui era part de la formació inicial i havia creat els enregistraments primerencs altament aclamats "Stahlwerksynfonie" i "Wahre Arbeit Wahrer Lohn" dins 1981 va deixar la banda per fundar Propaganda en 1982. Propaganda esdevenia una de les poques bandes alemanyes que eren internacionalment exitoses en el 80. En el mitjans 80 Jurgen Engler va treballar en la seva empresa editora Atom-H signant bandes que van tocar principalment thrash metall i hardcore punk. Aquesta influència jugaria una part clau en el canvi musical en el 90. Dins de 1989 Ralf Dörper va iniciar una col·laboració amb Nitzer Ebb en una pista antiga de Die Krupps (Machineries of Joy, una versió més nova de la seva pista dels '80 Wahre Arbeit Wahrer Lohn) que va produir juntament amb Jürgen Engler. L'èxit de llistes va estimular la revifada de Die Krupps liderat per Engler i Dörper.
El so inicial del primer àlbum Stahlwerksynfonie va mostrar una barreja de sorolls de fàbrica de la indústria amb percussió metàl·lica i instruments reals. Més tard en l'EP Wahre Arbeit, Wahrer Lohn i l'àlbum de 1982 Volle Kraft Voraus! el so de la banda va ser mogut cap a un so menys experimental, un so més basat en sintetitzadors mentre encara es manté la percussió metàl·lica. Amb l'alliberament d'Entering the Arena la banda gairebé abandona per complet la percussió metàl·lica i va per un so més proper al New Wave dels 80.
Die Krupps era clau en l'ampla progressió europea de l"Electronic Body Music" que culmina amb la col·laboració el 1989 amb la banda britànica Nitzer Ebb. En 1992, van començar per utilitzar guitarres i més sons derivats del Heavy Metal, amb l'alliberament del seu àlbum I [u, numeració romana] i l'EP Tribute To Metallica, el qual va consistir en versions de cançons de Metallica. La combinació d'electrònica i elements de metall era un moviment pioner que van inspirar a un número d'altres bandes que utilitzen la combinació metall/electrònic com a plantilla mantenint un so industrial més profund. La banda continuava amb aquesta vena a través dels noranta, alliberant II - The Final Option (amb una coberta d'àlbum influïda pel 'Machine Head' de Deep Purple) el 1993. Un més experimental i reflexiu III - Odyssey of the Mind va seguir dins 1995. Després de l'alliberament de l'àlbum fortament influït pel thrash metal Paradise Now dins 1997 (extraoficialment conegut com a IV), la banda es dissolgué.
Jürgen Engler va fundar el projecte DKay.com I va alliberar dos àlbums dins 2000 i 2002, Decaydenz i més Profund al Cor de Disfunció.

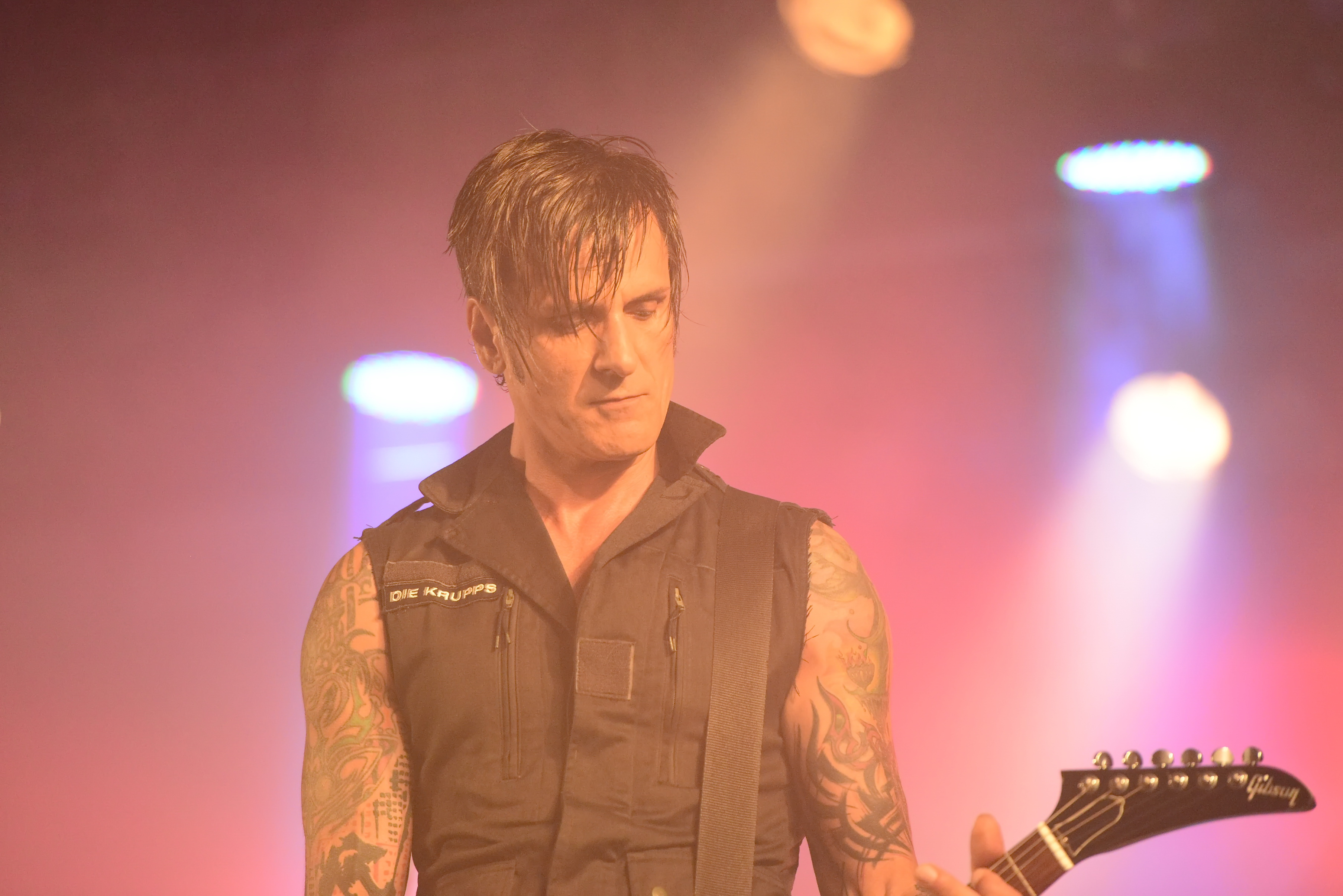
Marcel Zürcher, a la guitarra en l'Amphi Festival, 2017

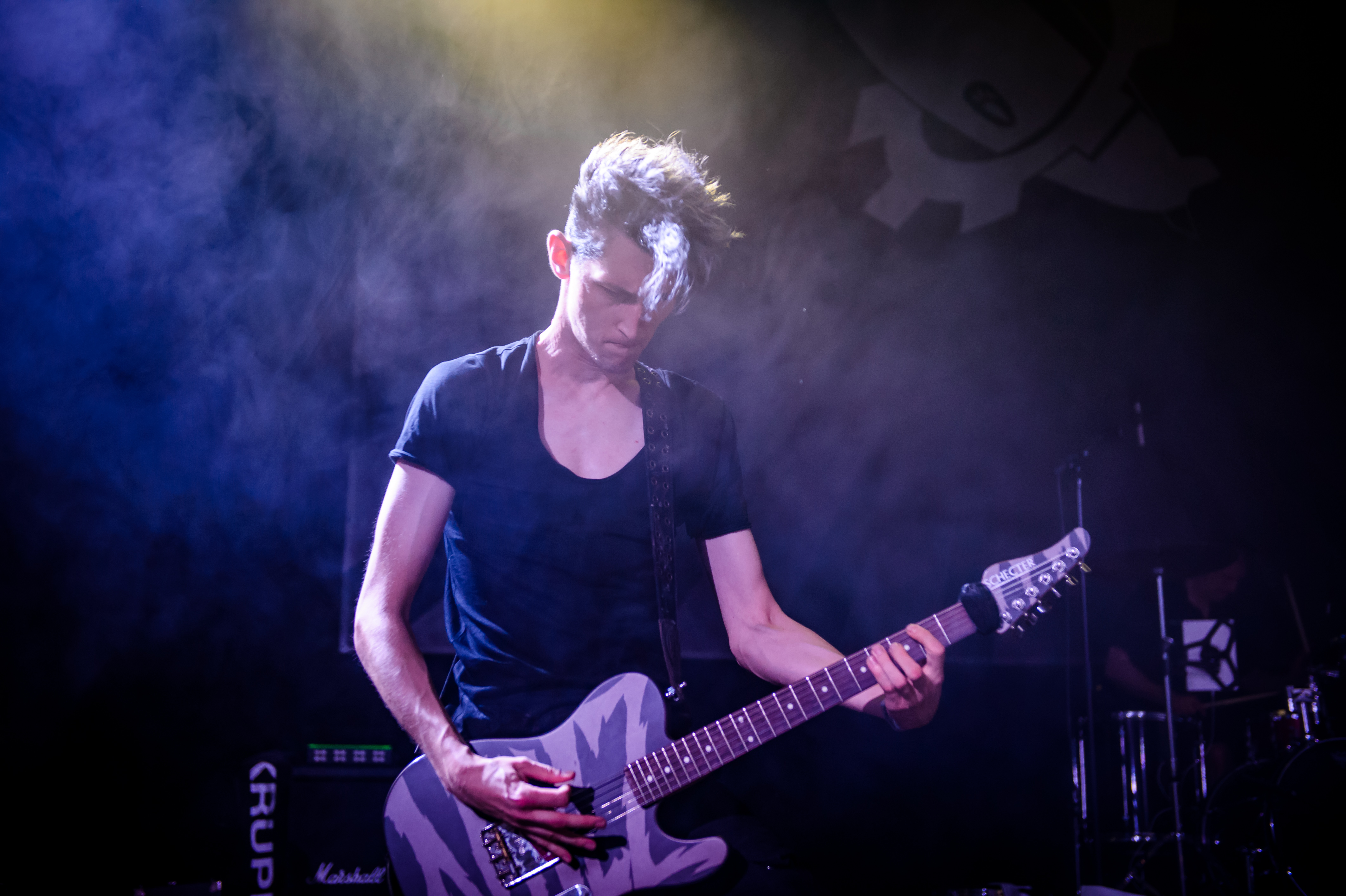
Nils Finkeisen, segon guitarra del grup.

Die Krupps va celebrar el seu 25è aniversari amb aspectes dins alguns festivals europeus importants així com aspectes de solo dins 2005 i 2006. Dins caiguda 2007, dos àlbums d'impactes grans van ser alliberats per celebrar el 25è aniversari de Die Krupps: "Massa Història - El Electro Anys Vol. 1" i "Massa Història - Els Anys de Metall Vol. 2", tots dos en digipak format. Ambdós àlbums van ser combinats com el 2-disc "Massa Història". Una col·lecció de completament els clàssics vells enregistrats que inclouen quatre llavors cançons noves en el seu àlbum d'Impacte més Gran "Massa Història" dins 2007. El Gran Divideix, 5 Millionen amb dues cançons de coberta Ich Galleda Ein Ausländer pel pop es Menjarà i Der Amboss per Visage (quin era al principi va alliberar dos anys abans que com a b-costat al rerelease de Wahre Arbeit, Wahrer Lohn).

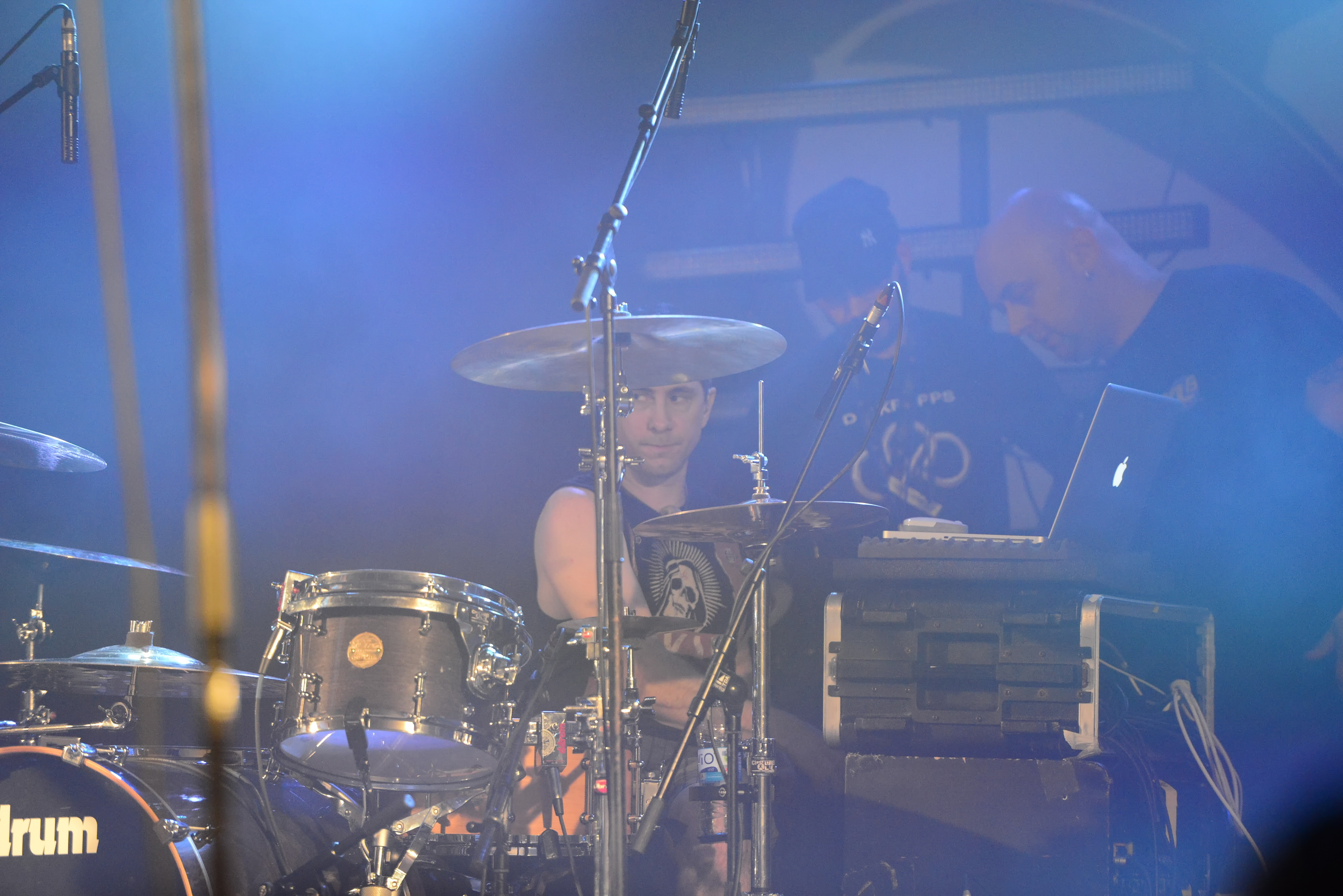
Bradley R. Bills, bateria del grup fins al maig de 2016

L'influent enrere-catàleg de Dau Krupps ha estat remastered i va expandir. Per ara quatre dels seus àlbums anteriors "Stahlwerksynfonie" "Volle Kraft Voraus", "jo" i "l'opció Final" hem estat re-va alliberar. I Volle Kraft Null Acht dins 2009 un remix àlbum de Volle Kraft Voraus!.

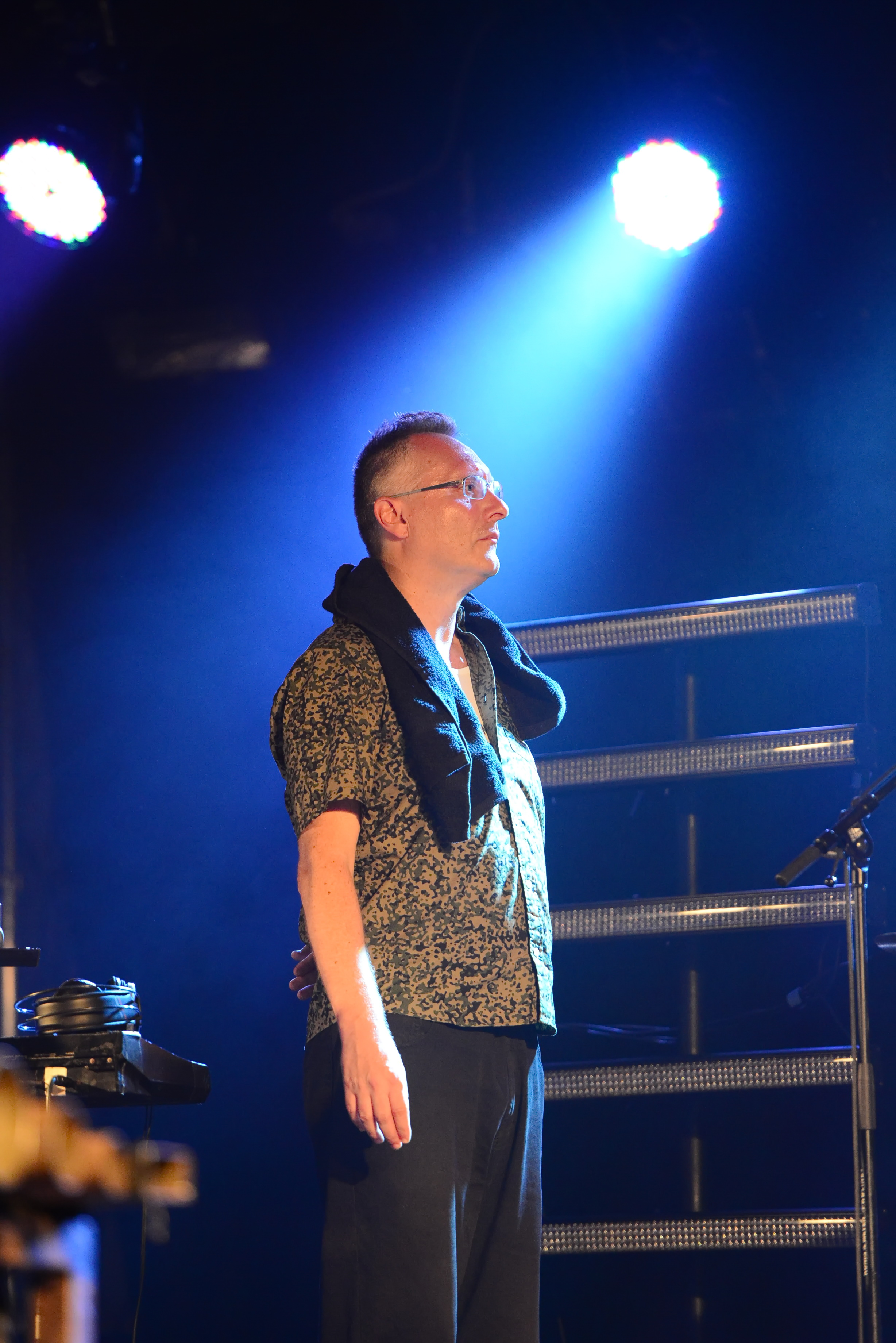
Ralph Dörper, tocant sintetitzadors.

Dins 2010, Die Krupps va alliberar un EP va titular "Als wären wir für immer", el qual comprèn dos original electrònic va basar pistes, dos metall original va basar pistes, i una coberta de Propaganda 80 impacte, "Mabuse". En aquell temps el primer material nou cert de llavors ençà 1997. Per celebrar trenta anys de "Feina Certa, Dau de Paga" Certa Krupps va anunciar una junta gira europea amb Nitzer Ebb dins primavera 2011.

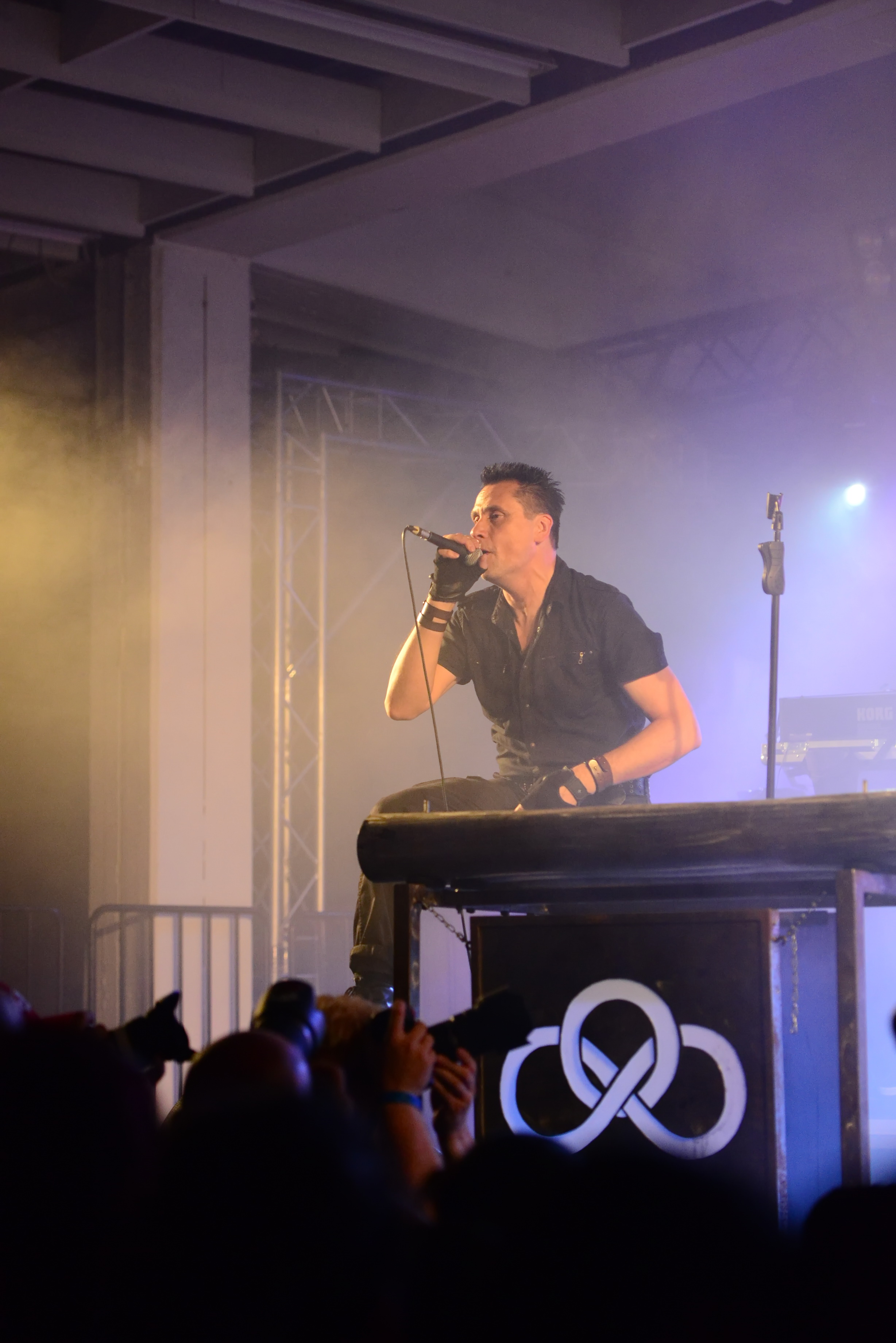
En Jürgen cantant junt a l'anagrama del grup Die Krupps en 2014

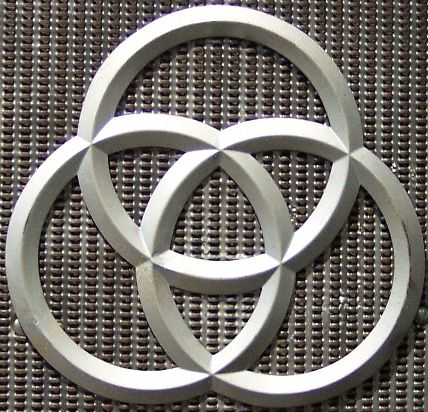
Logotip de l'empresa de la companyia siderúrgica Krupp, de la qual es va prendre prestat el logotip de la banda

Dins 2013 van alliberar el seu primer àlbum nou ple de llavors ençà 1997, un LP/d'EBM Industrial, va cridar "El Machinists De Joy" i Dos anys més tard, dins 2015, van alliberar metall pesant àlbum influït - "V - Música de Màquina del Metall". Dins 2016 la banda enregistrada Stahlwerkrequiem un sequel/enregistrament de les bandes primer àlbum Stahlwerksynfonie. Més tard que l'any va veure l'alliberat de "Viu Im Schatten Der Ringe" un àlbum viu al principi enregistrat dins 2014.

## Membres
- Jürgen Engler – vocals, guitarra, sintetitzadors i programació, percussió metàl·lica (1980-1985, 1989-1997, 2005-present)
- Ralf Dörper – sintetitzadors i programació (1980-1982, 1985, 1989-1997, 2005-present)
- Marcel Zürcher – guitarra (2005-present)
- Hendrik Thiesbrummel - Tambors en viu (2016-present)
- Nils Finkeisen - Guitarra en viu (2015-present)

### Membres anteriors
- Bradley Bills - tambors en viu (2013-2014)
- Rüdiger Esch - Guitarra de baixos (1989-1997, 2005-2011)
- Christoph "Nook" Michelfeit - tambors, percussió electrònica
- Bernward Malaka - Guitarra de baixos (1980-1982)
- Franc Köllges - tambors
- Eva Gossling - saxofon (1981)
- Christina Schnekenburger - teclats
- Walter Jäger - ?
- Christopher Lietz - programació, mostres (1995-1997)
- Lee Altus - guitarra (1992-1997)
- Darren Minter - tambors (1993)
- George Lewis - tambors (1997)
- Oliver Röhl – tambors
- Achim Färber – Tambors
- Volker Borchert – Tambors (1992, 2015-2016)

## Discografia

### Àlbums
- - Stahlwerksynfonie (1981)
  - Volle Kraft Voraus! (1982)
  - Entering the Arena (1985)
  - I (1992)
  - II - The Final Option (1993)
  - The Final Remixes (1994)
  - III - Odyssey of the Mind (1995)
  - Paradise Now (1997)
  - The Machinists of Joy (2013)
  - V - Metal Machine Music (2015)
  - Stahlwerkrequiem (2016)
  - Live Im Schatten Der Ringe (2016)

### Singles i EPs
- - Wahre Arbeit, Wahrer Lohn (1981)
  - Goldfinger (1982)
  - Risk (1985)
  - Machineries of Joy (1989)
  - Germaniac (1990)
  - Metal Machine Music (1992)
  - The Power (1992)
  - A Tribute to Metallica (1992)
  - Fatherland (1993)
  - To the Hilt (1994)
  - Crossfire (1994)
  - Bloodsuckers (1994)
  - Isolation (1995)
  - Scent (1995)
  - Remix Wars Strike 2: Die Krupps vs. Front Line Assembly (1996)
  - Fire (1997)
  - Rise Up (1997)
  - Black Beauty White Heat (1997)
  - Wahre Arbeit, Wahrer Lohn / Der Amboss (2005)
  - Volle Kraft Null Acht (2009)
  - Als wären wir für immer (2010)
  - Industrie-Mädchen (2012)
  - Risikofaktor (2013)
  - Nazis On Speed (2013)
  - Robo Sapien (2014)
  - Battle Extreme / Fly Martyrs Fly (2015)
  - Kaltes Herz / (2015)
  - Die Krupps & Caliban – Alive In A Glass Cage (2016)

### Antologies
- - Metall Maschinen Musik 91-81 Past Forward (1991)
  - Rings of Steel (1995)
  - Metalmorphosis of Die Krupps (1997)
  - Foundation (1997)
  - Too Much History. The Electro Years (Vol. 1) (2007)
  - Too Much History. The Metal Years (Vol. 2) (2007)
  - Too Much History. Limited edition double CD set (2007)

### Aspectes de recopilacions i tributs (Parcial)
- - Extended Electronics (2006)
  - This Is Industrial Hits Of The '90s (2007)
  - Advanced Electronics Vol. 8 (2010)
  - The Dark Box - The Ultimate Goth, Wave & Industrial Collection 1980-2011 (2011)
  - Russian Industrial Tribute To Die Krupps (2013)
  - Elektrozorn Vol. 1 (2014)